# Контрфорсна гребля

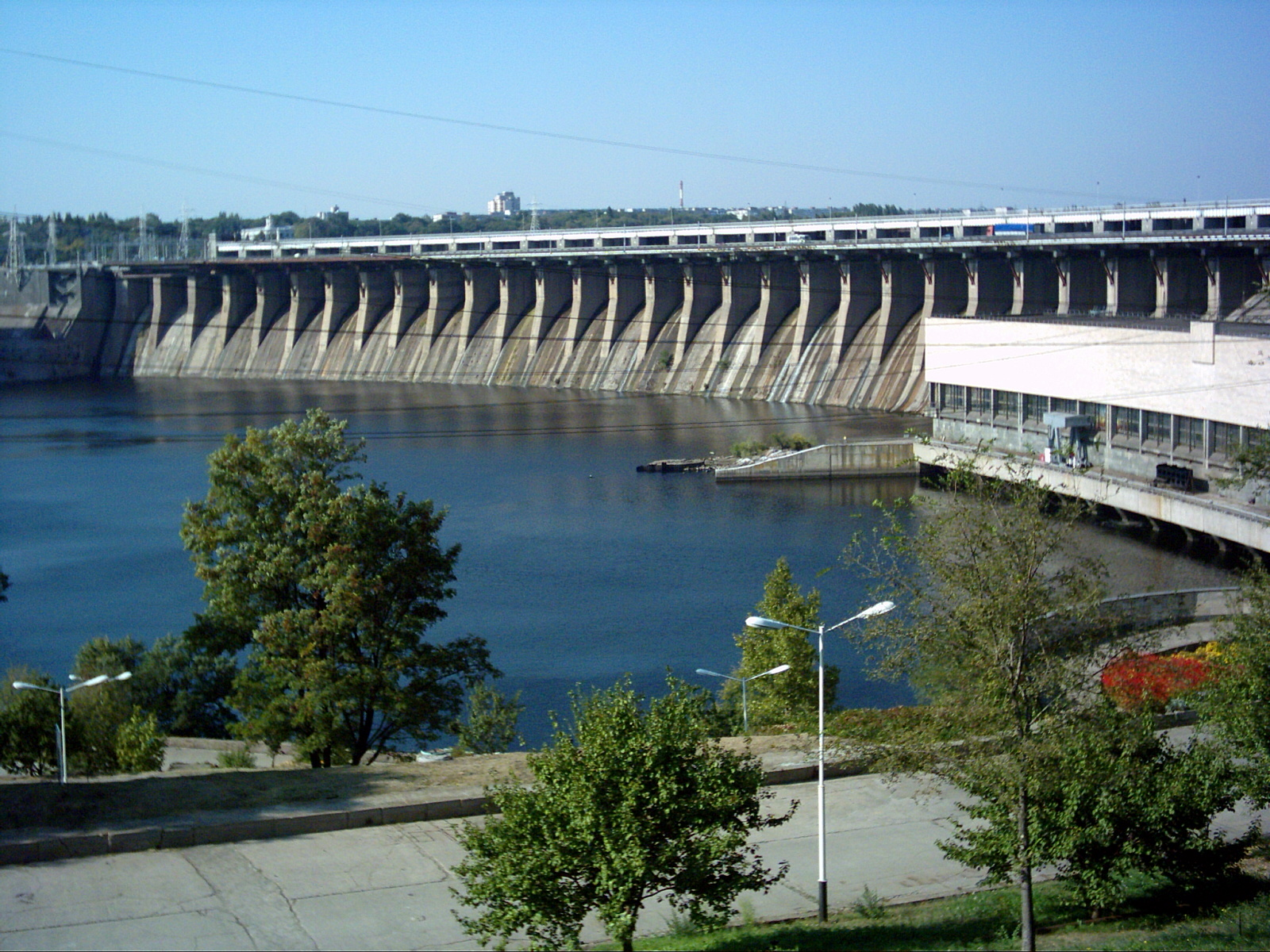
Гребля масивно-контрфорсного типу Дніпровської ГЕС (висота 60 м)

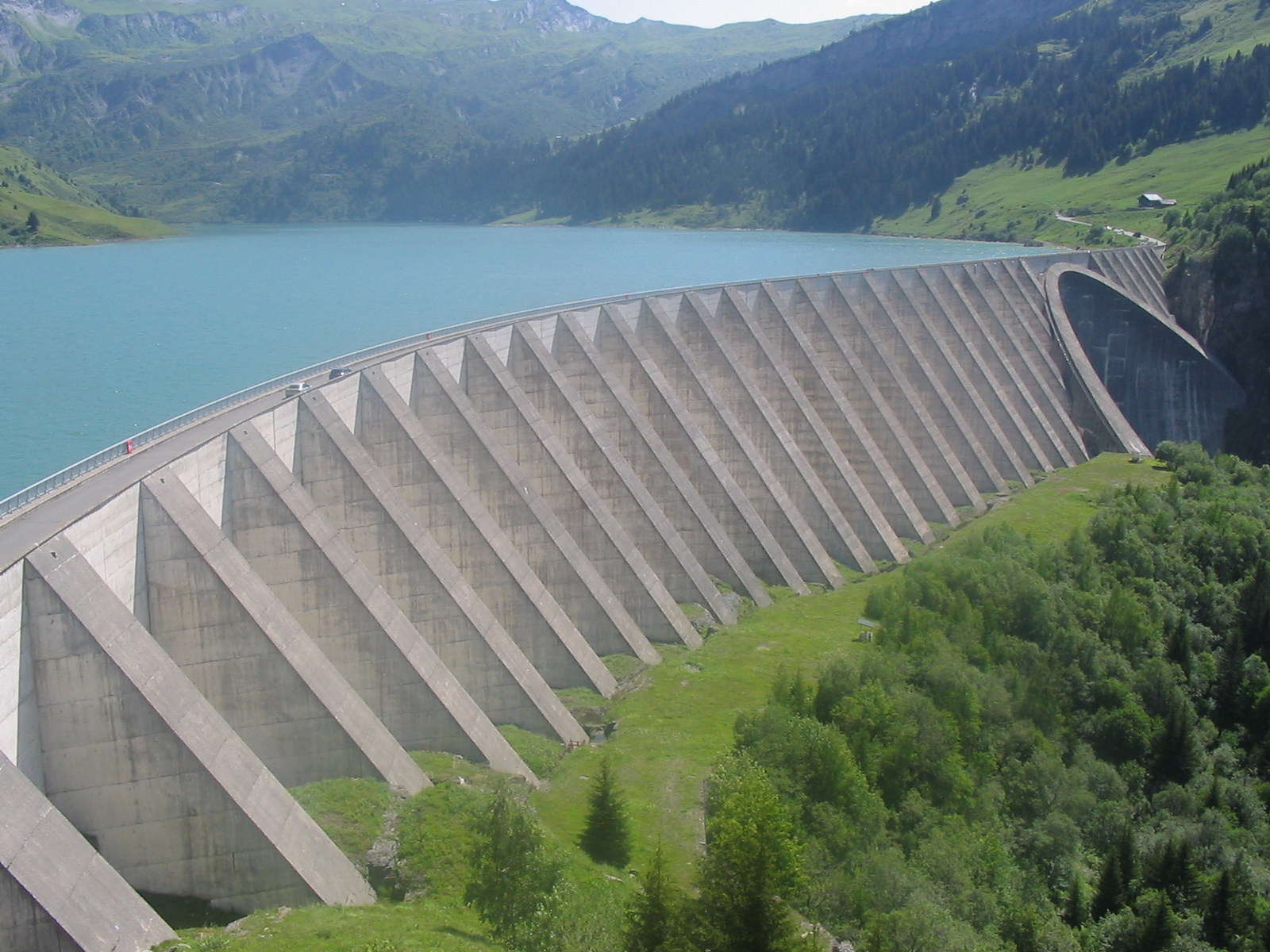
Контрфорсна гребля Roselend Dam (Франція)

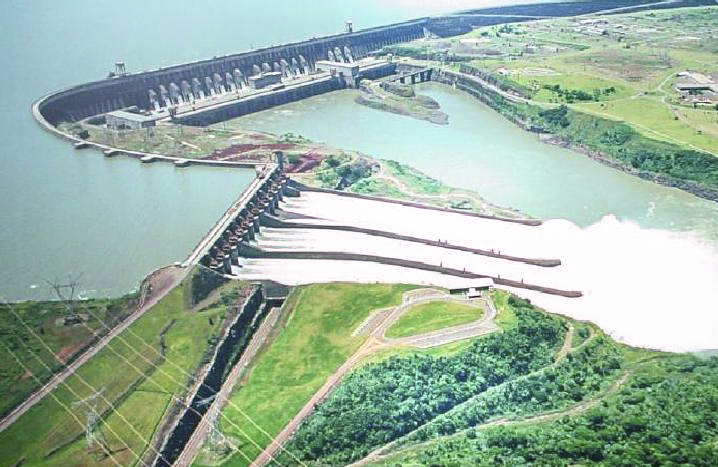
Комбінована гравітаційна (бетонна і насипна) та масивно-контрфорсна гребля Ітайпу (Бразилія-Парагвай)

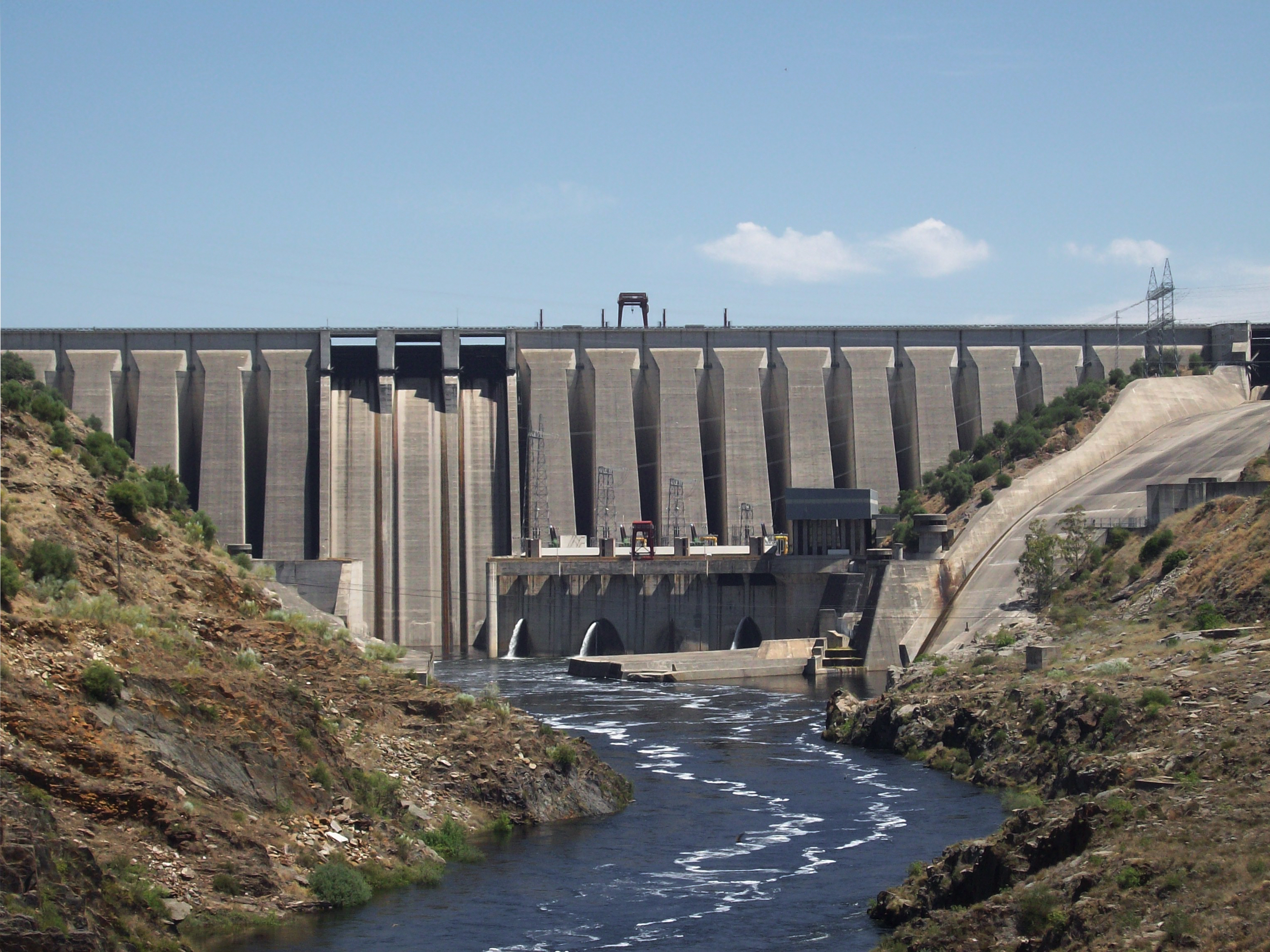
Масивно-контрфорсна гребля електростанції біля Алькантари (Іспанія)

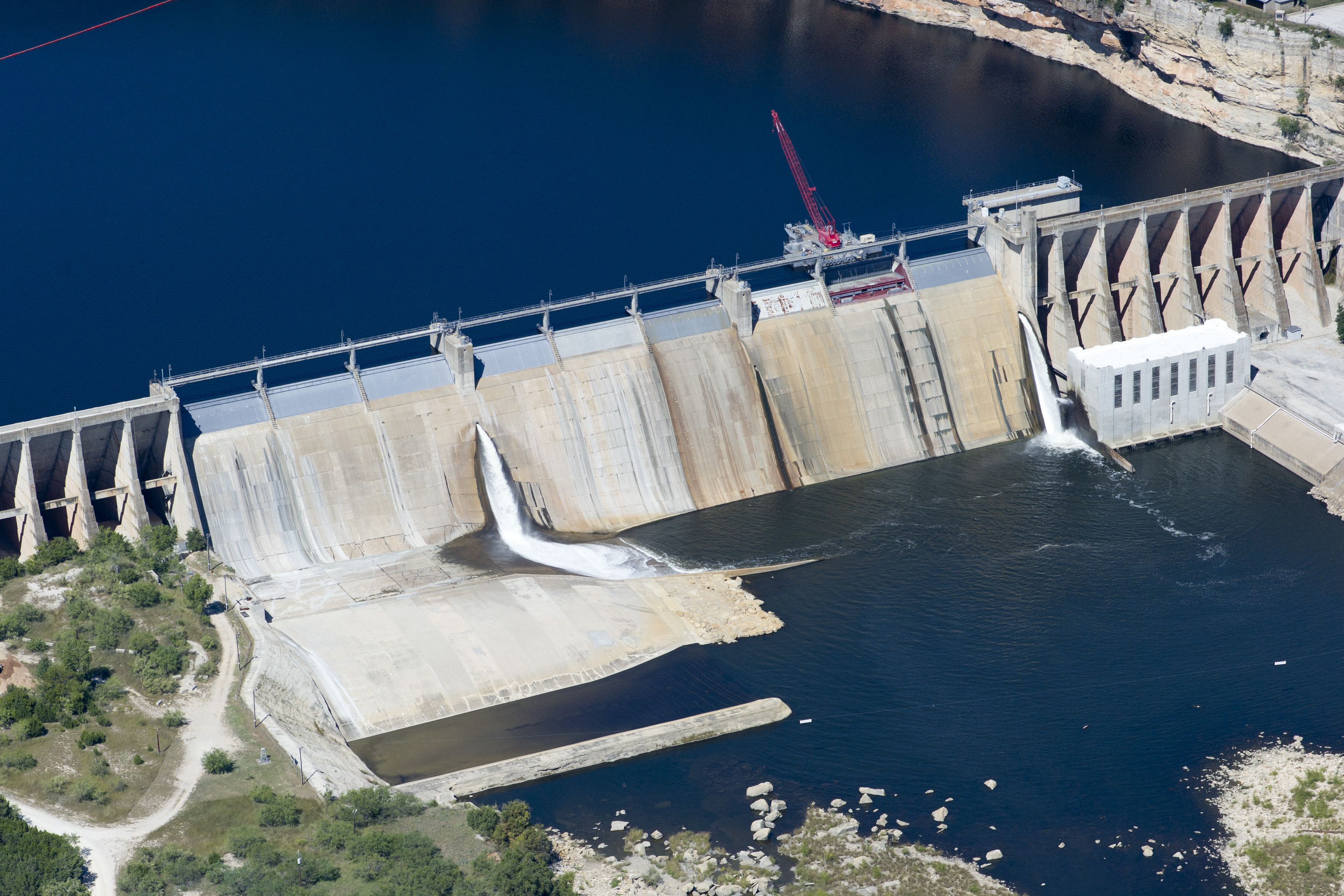
Контрфорсна гребля Моріса Шеппарда (штат Техас, США). Праворуч і ліворуч від водозливу використано плоскі перекриття та балки жорсткості між контрфорсами

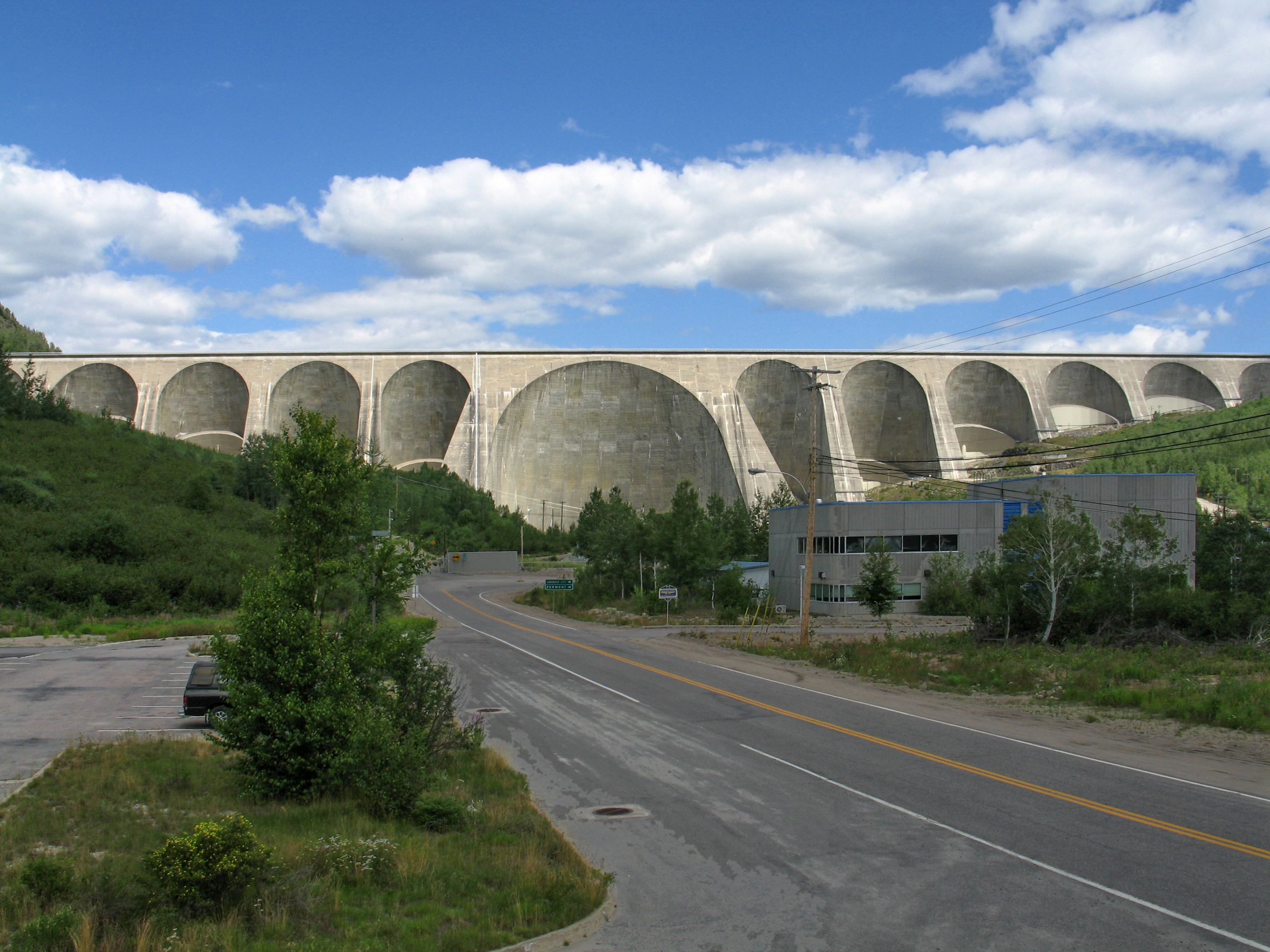
Контрфорсна багатоаркова гребля Данієля-Джонсона (214 м) ГЕС Манік-5 у провінції Квебек (Канада)

Контрфо́рсна гре́бля (англ. buttress dam, hollow dam) — гребля, у якій тиск води у верхньому б'єфі (ділянці водойми перед греблею) сприймається напірними перекриттями і передається на основу через вертикальні стінки — контрфорси. Контрфорсні греблі складаються з низки розташованих на деякій відстані один від одного контрфорсів (стінок) з напірним перекриттям, яке може бути виконане у вигляді плит, арок, консольних потовщень контрфорсів тощо.

## Конструктивні особливості
Споруджують такі греблі переважно з бетону та залізобетону. Розрізняють контрфорсні греблі:
- масивно-контрфорсні (з масивними бетонними виступами);
- з плоскими перекриттями (із залізобетонних плит);
- багатоаркові контрфорсні (перекриття аркові або склепінчасті або з перекриттями подвійної кривини, зокрема, форми купола).

Контрфорси гребель — масивні або тонкі (балки жорсткості між ними перешкоджають поздовжньому згинові). 
Контрфорсні греблі є економічнішими за гравітаційні греблі. У контрфорсних греблях стійкість проти зсуву забезпечується при об’ємах бетону, менших на 20…50 % у порівнянні із гравітаційними греблями, за рахунок зниження фільтраційного тиску на підошву (при наявності порожнин між контрфорсами) і надання напірній грані греблі нахилу, завдяки чому на неї діє вертикальна навантажувальна сила від тиску води.
Висота контрфорсних гребель окремих конструкцій може перевищувати 200 м.

## Масивно-контрфорсні греблі
Масивно-контрфорсні греблі складаються з товстих бетонних стінок (контрфорсів), що орієнтовані уздовж потоку, які забезпечені з верхової сторони масивними консольними виступами — оголовками, що впритул примикають один до одного і безпосередньо сприймають тиск води. Для підвищення стійкості греблі до зсуву її верхова грань зазвичай нахилена в бік нижнього б'єфа для додаткового притискання греблі по цій поверхні вагою води. У деяких випадках контрфорси спарюють або забезпечують їх низовий кінець потовщеннями, що впритул прилягають одне до одного з утворенням порожнин, аналогічних до розширених швів гравітаційної греблі.
Основні переваги масивно-контрфорсних бетонних гребель — майже повна відсутність фільтраційного протитиску, ясність статичних умов роботи, менша витрата бетону в порівнянні з гравітаційною греблею, можливість зведення їх практично на будь-яких основах, краща доступність для огляду і ремонту.
Недоліки масивно-контрфорсних гребель порівняно з гравітаційними — ускладнення провадження робіт та пропускання води у будівельний період. Масивно-контрфорсні бетонні греблі глухі і водозливні набувають все більшого поширення, їх висота уже перевищила 110 м.
У масивно-контрфорсній греблі Зейської ГЕС (Росія) трикутного профілю висотою 110 м, довжиною 709 м з об'ємом бетону 1,9 млн м³, побудованій в суворих кліматичних умовах, для поліпшення температурного режиму греблі передбачена можливість обігрівання внутрішніх порожнин між контрфорсами.
Гребля висотою 196 м однієї з найбільших у світі ГЕС Ітайпу (Бразилія — Парагвай) потужністю 12,6 млн кВт є також масивно-контрфорсною (1982 р.).

## Контрфорсні греблі з плоскими перекриттями
Контрфорсні греблі з плоским перекриттям споруджуються у вигляді ряду бетонних (рідше залізобетонних) вертикальних стінок-контрфорсів, на які опираються плоскі залізобетонні плити, що мають суттєвий нахил.
Греблі такої конструкції використовуються відносно рідко і мають вони невелику висоту у зв'язку із значною витратою арматури (40…50 кг на 1 м³ кладки) та великою вартістю. Контрфорси таких гребель тонкі, тому між контрфорсами часто влаштовують балки жорсткості. Поблизу напірної грані на контрфорсах влаштовують потовщення на які опираються плоскі перекриття — залізобетонні плити. Відстань між контрфорсами становить 4,0…5,5 м у греблях на нескельній основі. У високих греблях на скельній основі відстань між ними досягає 12…13 м. Товщина плит становить 0,5…3,0 м, а контрфорсів 0,7…5,0 м залежно від кроку контрфорсів і висоти греблі. Товщина плит і контрфорсів зростає у напрямку до підошви.

## Контрфорсні багатоаркові греблі
Конструкція багатоаркових гребель відрізняється тим, що в них перекриття виконано у вигляді арок. Ці греблі є найекономічнішими, особливо в створах широких долин. Теоретично прогони похилих арок мають постійну величину, яка дорівнює відстані між прогонами. Тому в багатоаркових греблях застосовують арки сталого радіусу і сталого центрального кута. Аркові перекриття армуються арматурними сітками. Місця з'єднання арок з контрфорсами армуються арматурними каркасами. Відстань між контрфорсами становить 35…50 м.
Найвища контрфорсна багатоаркова гребля Даніеля-Джонсона (Канада) висотою 214 м має центральну арку довжиною 161,5 м та 13 арок довжиною 76,2 м, об'єм бетону становить 2,2 млн м³.
В залізобетонних греблях аркові перекриття армуються, зазвичай, подвійною арматурою. З'єднання арок з контрфорсом виконується або з жорстким опиранням, або вільним. При вільному опиранні осадка плити і контрфорсу незалежні. В пустотілих контрфорсах арки з'єднуються безпосередньо з стінками контрфорсів

## Призначення
Контрфорсні греблі можуть бути як глухими (без скидання води), так і водоскидними. Водоскидні контрфорсні греблі у більшості випадків є водозливними з поверхневими водоскидами, часто з відкиданням струменя носком-трампліном та гасінням більшої частини енергії потоку за рахунок аерації струменя й при необхідності із кріпленням дна для зменшення розмиву або влаштуванням ковша (ями) гасіння на ділянці падіння струменя. У ряді випадків сполучення з нижнім б'єфом виконується глибинним шляхом влаштування водобійних колодязів для гасіння енергії потоку. Питомі витрати в нижньому б'єфі при хорошій скельній основі можуть досягати 200 м³/с (на 1 пог. м). На водоскидних греблях також використовуються глибинні водоскиди, у багатьох випадках разом з поверхневими.